# Wohngeldgesetz
Das Wohngeldgesetz (WoGG) regelt die Unterstützung des Staates durch Wohngeld in der Bundesrepublik Deutschland.

## Inhalt des Gesetzes
Das WoGG besteht aus acht Teilen. Im ersten Teil des Gesetzes werden allgemeine Grundsätze festgelegt. Der zweite Teil des WoGG beinhaltet Vorschriften zur Einkommensermittlung. Im dritten Teil finden sich Regelungen zu allgemeinen Ablehnungsgründen von Wohngeld. Der vierte Teil des Gesetzes umfasst Paragraphen zur Bewilligung, Erhöhung und des Wegfalls des Wohngeldes. Der fünfte Teil des WoGG, der früher den Mietzuschuss für Empfänger von Leistungen der Sozialhilfe und Kriegsopferfürsorge regelte, war zwischenzeitlich weggefallen und umfasst nun die Paragraphen 32 und 33 mit den Regelungen zur Kostenerstattung durch den Bund bzw. zum Datenabgleich. Im sechsten Teil des WoGG befand sich der Einzelparagraph 34 zur Erstattung des Wohngeldes und beschreibt nun ausschließlich die Wohngeldstatistik mittels der Paragraphen 34 bis 36. Der siebte Teil des WoGG umfasste den Einzelparagraphen 35 zur Wohngeldstatistik und enthält nun die Schlussvorschriften. Im letzten achten Teil des WoGG befinden sich die Überleitungsvorschriften.  
Dem WoGG waren vormals zwei Anlagen angefügt, welche für die Berechnung des Wohngeldanspruchs entscheidend waren. Anlage 1 regelte die konkreten Parameter der Wohngeldformel, und Anlage 2 enthielt die Höchstwerte für zu berücksichtigende Einkommen und Mieten. Aktuell sind dem WoGG nun drei Anlagen beigefügt. Anlage 1 (zu § 12 Absatz 1) enthält die monatlichen Höchstbeträge für Miete und Belastung, Anlage 2 (zu § 19 Absatz 1) die konkreten Parameter der Formel für monatliches Wohngeld und Anlage 3 (zu § 19 Absatz 2) die zur Berechnung des Wohngeldes erforderlichen Rechenschritte und Rundungen. 

## Neufassung des Wohngeldgesetzes
Die Bundesregierung plante 2007 die Neufassung des Wohngeldgesetzes, das inhaltlich teilweise umgestaltet werden sollte. Danach sollte auch die Heizkosten beim Wohngeld berücksichtigt werden. Bundesminister Wolfgang Tiefensee (SPD) (BMVBS) stellte sein neues Wohngeldkonzept am 22. Februar 2008 vor. Das Bundeskabinett hat die Eckpunkte zur Wohngeldnovelle am 19. März 2008 beschlossen. Nachdem der Bundestag die Gesetzesänderungen beschlossen hatte, hat der Bundesrat die Änderungen zunächst zurückgewiesen. Den Vorschlägen des Vermittlungsausschusses stimmte der Bundesrat schließlich am 4. Juli 2008 zu.
Damit trat die Reform des Wohngeldes, durch die das Wohngeld von bisher durchschnittlich 90 Euro auf 142 Euro monatlich erhöht werden sollte, zum 1. Januar 2009 in Kraft. Mit Inkrafttreten konnten Heizkosten mit einem festen Betrag nach der Zahl der zu berücksichtigenden Haushaltsmitglieder (z. B. für eine Person 24 Euro, für 2 Personen zusammen 31 Euro) in die Miete eingerechnet werden. Durch das Haushaltsbegleitgesetz 2011 wurden diese Regelungen zur Heizkostenanrechnung jedoch nach nur zwei Jahren wieder aus dem Gesetz gestrichen.
Weiteres – insbesondere zu nachfolgenden Gesetzesänderungen – findet sich unter Wohngeld.